# Familia criminal Patriarca
La familia criminal Patriarca ( /ˌpætriˈɑːrkə/, pronunciación en italiano: /patriˈarka/), también conocida como la Mafia de Nueva Inglaterra, la Mafia de Boston, la Mafia de Providence, o La Oficina es una familia criminal de la Mafia ítaloestadounidense de Nueva Inglaterra. Tiene dos facciones distintas, una con sede en Providence, Rhode Island, y la otra en Boston, Massachusetts. Actualmente, la familia está liderada por Carmen "The Cheese Man" Dinunzio, que forma parte de la facción de Boston. La familia actúa principalmente en Massachusetts, Rhode Island y Connecticut, con otros territorios por toda Nueva Inglaterra.

## Historia

### Primeros años
En Nueva Inglaterra, antes del comienzo de la Prohibición, surgieron dos familias mafiosas distintas, una con base en Boston, Massachusetts, y la otra en Providence, Rhode Island.
A principios de la década de 1910, Gaspare DiCola se convirtió en el jefe mafioso más poderoso de Boston, hasta que fue asesinado el 21 de septiembre de 1916. Esto permitió que Gaspare Messina, un mafioso siciliano que tenía estrechos vínculos con la familia criminal Bonanno, en Nueva York, se convirtiera en el nuevo jefe del grupo mafioso de Boston. El grupo mafioso de Providence se formó en 1917, bajo el mando de Frank Morelli que pasó a controlar el contrabando de licores y las apuestas ilegales Providence, Maine, y Connecticut.
En 1924, Gaspare Messina dejó de ser el jefe de la mafia de Boston, asumiendo un papel de hombre de negocios mientras trabajaba con Frank Cucchiara y Paolo Pagnotta desde una tienda de comestibles en Prince Street, en el North End de Boston. En Boston se produjo una lucha por el poder de la Mafia, ya que las bandas rivales luchaban por el juego ilegal, el contrabando de licores y la usura y el mafioso de East Boston Filippo Buccola emergió como el jefe de la familia de Boston. En diciembre de 1930 o principios de 1931, se celebró una reunión de la Mafia y Messina fue elegido capo dei capi temporal de la Mafia estadounidense. Se retiró de los asuntos de la Mafia a principios de la década de 1930 y murió en junio de 1957 en su casa en Somerville, Massachusetts.
Durante los primeros años de la década de 1930, Buccola luchó contra otras bandas étnicas por el territorio de Boston, junto con su subjefe, Joseph Lombardo, otro mafioso del North End. En diciembre de 1931, Lombardo organizó el asesinato de Frank Wallace, el jefe de la banda irlandesa Gustin de South Boston. Luego, en 1932, Morelli fusionó su familia de Providence con la de Buccola de Boston, formando la familia criminal de Nueva Inglaterra'. Buccola gobernó como jefe de la familia combinada desde East Boston mientras continuaba despachando fatalmente a su competencia. Tras el asesinato del jefe de la mafia judía Charles "King" Solomon a las órdenes de Buccola, éste se convirtió en el gángster más poderoso de Boston. El 27 de abril de 1952, Buccola celebró una fiesta en Johnston, Rhode Island, para celebrar su jubilación y el ascenso de Raymond Patriarca a jefe de la familia. Se retiró a Sicilia en 1954, donde dirigió una granja de pollos. Murió en 1987 de causas naturales a la edad de 101 años.

### Éra Patriarca

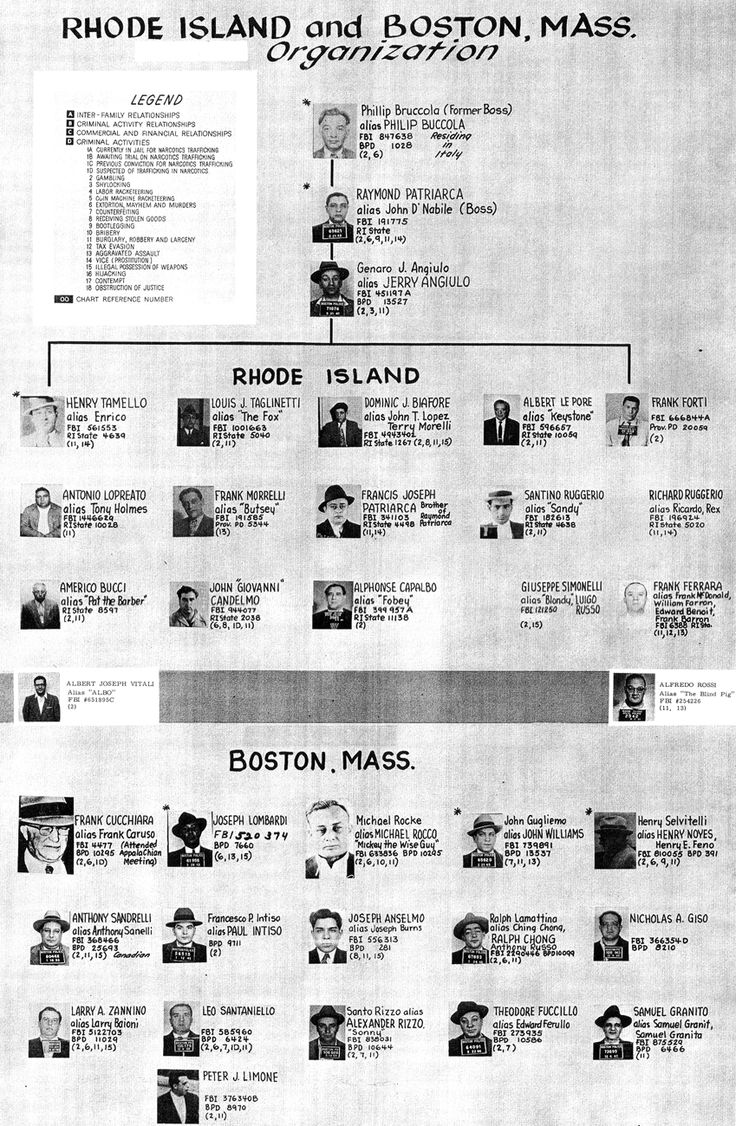
Esquema del FBI de la familia criminal Patriarca de los años 1960s

En 1956, Patriarca realizó cambios drásticos en la familia, siendo el más importante el traslado de su base de operaciones a Providence, utilizando la National Cigarette Service Company y Coin-O-Matic Distributors, un negocio de máquinas expendedoras y pinball en Atwells Avenue, como organización fachada. El negocio era conocido por los miembros de la familia como "La Oficina"."
Patriarca era un líder estricto y despiadado; dirigió la familia durante décadas y dejó claro que otras organizaciones mafiosas no podían operar en Nueva Inglaterra. Era experto en ahuyentar a la policía y mantener un perfil bajo, por lo que apenas recibía obstáculos de las fuerzas del orden. La familia se aventuró en nuevos negocios, como la pornografía y los narcóticos, aunque el informador de la mafia Vincent Teresa insistió en que Patriarca prohibió a la familia traficar con drogas.
Durante su reinado como jefe, Patriarca entabló fuertes relaciones con la familia criminal Genovese y la familia criminal Colombo, con sede en Nueva York, decidiendo que el río Connecticut sería la línea divisoria entre el territorio de ellos y el suyo. Su antiguo subjefe, Enrico Tameleo, también era miembro de la familia criminal Bonanno de Nueva York. La familia de Nueva Inglaterra controlaba el crimen organizado en Boston y Worcester, Massachusetts, donde el capo Genovese Carlo Mastrototaro reinó como jefe local durante medio siglo, así como el estado de Maine; mientras que la familia Genovese controlaba el crimen organizado en Hartford, Connecticut, Springfield, Massachusetts, y Albany, Nueva York.
Además de tener estrechos vínculos con las poderosas Cinco Familias, Patriarca también formaba parte de la Comisión y tenía inversiones en dos casinos de Las Vegas. Otro de sus subjefes, Gennaro "Jerry" Angiulo, estaba implicado en el negocio de los números en Boston, y estaba siendo zarandeado por mafiosos rivales porque no era un miembro "hecho". Angiulo resolvió este problema pagando a Patriarca 50.000 dólares y acordando pagarle 100.000 dólares al año para que se convirtiera en un miembro hecho de la familia. Angiulo siguió controlando su gran red de juego ilegal en Boston.

### La reunión de Apalachin y sus consecuencias

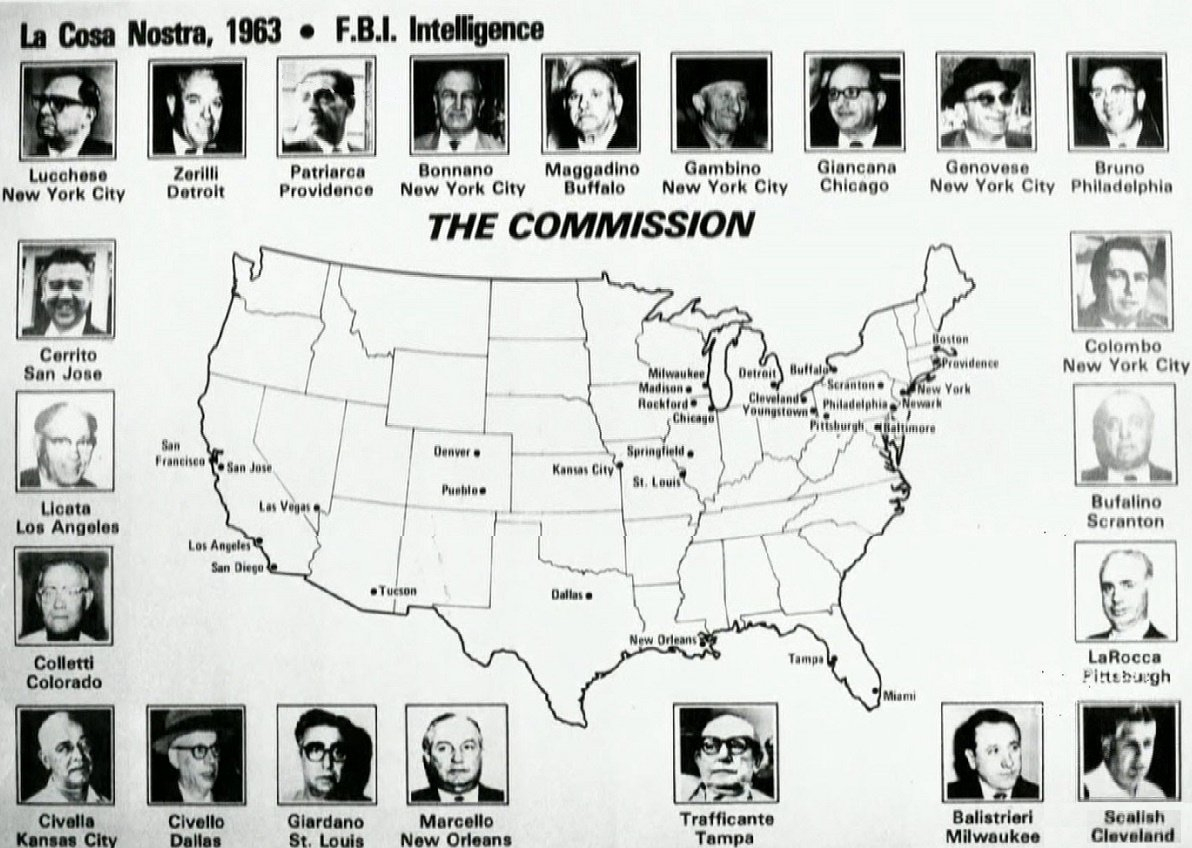
FBI's 1963 La Cosa Nostra Commission Chart

En 1957, más de sesenta de los jefes mafiosos más poderosos del país, entre ellos Joe Bonanno, Carlo Gambino y Vito Genovese, se reunieron en Apalachin, una aldea del norte del estado de Nueva York. Patriarca también asistió y fue arrestado cuando la policía irrumpió repentinamente en la reunión, lo que atrajo mucha atención sobre él por parte de la prensa, el público y las fuerzas del orden.
La situación empeoró para Patriarca en 1961, cuando el Fiscal general de los Estados Unidos Robert F. Kennedy inició un ataque contra el crimen organizado. Las fuerzas del orden trabajaron para desarrollar informantes dentro de la Mafia y finalmente lo consiguieron en 1966, cuando Joe Barboza, un sicario de la familia Patriarca, fue arrestado por un cargo de tenencia oculta de armas. Barboza afirmó haber matado a 26 personas, pero empezó a preocuparse cuando Patriarca no elevó su fianza y dos de sus amigos fueron asesinados por intentarlo. Pronto decidió convertirse en informante.
Basándose en el testimonio de Barboza, Patriarca y Enrico Tameleo fueron acusados en 1967 del asesinato del corredor de apuestas de Providence Willie Marfeo. Patriarca fue condenado y comenzó a cumplir condena en 1969, y Angiulo actuó como jefe en funciones. Patriarca retomó el control de la familia tras salir de la cárcel en 1974. Por su testimonio, Barboza fue condenado a un año de prisión, incluido el tiempo que ya había pasado en prisión. Fue puesto en libertad condicional en marzo de 1969 y se le ordenó abandonar Massachusetts de forma permanente. En 1971, se declaró culpable de un cargo de asesinato en segundo grado en California y fue condenado a cinco años en la prisión de Folsom; fue asesinado en San Francisco por Joseph "J. R." Russo el 11 de febrero de 1976, menos de tres meses después de su puesta en libertad.
Patriarca fue acosado por las fuerzas del orden durante el resto de su vida, y fue acusado en numerosas ocasiones por diversos delitos hasta su muerte. En 1978, Vincent Teresa testificó que Patriarca había participado en 1960 en un intento de la Agencia Central de Inteligencia de asesinar a Fidel Castro que nunca se llevó a cabo. En 1983, Patriarca fue acusado del asesinato de Raymond Curcio, y fue arrestado en 1984 por el asesinato de Robert Candos, de quien Patriarca creía que era un informante.[cita requerida] Patriarca murió de un ataque al corazón el 11 de julio de 1984, a los 76 años.

### Patriarca Junior y el declive
Tras la muerte de Patriarca, la familia de Nueva Inglaterra inició un largo periodo de decadencia, fruto tanto de la persecución legal como de la violencia interna. Angiulo intentó hacerse con el puesto de jefe entre rejas, mientras que Larry Zannino, el principal lugarteniente de la familia, apoyó al hijo de Patriarca Raymond Patriarca, Jr. para el cargo. La Comisión aprobó el ascenso de Patriarca, Jr. al liderazgo y su posición fue confirmada. Zannino fue nombrado consigliere, pero fue condenado a treinta años de prisión en 1987. Angiulo fue condenado a 45 años de prisión por cargos de chantaje. Otros altos cargos murieron o fueron encarcelados, como Henry Tameleo y Francesco Intiso.
William "The Wild Man" Grasso, un gángster de East Hartford, Connecticut, se convirtió en subjefe debido al débil liderazgo del joven Patriarca. Algunos investigadores creían que Grasso estaba realmente al mando, pero estos rumores terminaron cuando Grasso fue encontrado muerto en junio de 1989, asesinado por un gángster de Springfield cuando las facciones de la familia empezaron a luchar entre sí por el dominio. El asesinato de Grasso debilitó la posición de Patriarca, Jr. Nicholas Bianco fue finalmente acusado del asesinato, pero se convirtió en subjefe en funciones antes de hacerse cargo de las operaciones de la familia en Providence.
El 26 de marzo de 1990, Patriarca, Jr. y otros veinte miembros de la familia y asociados fueron acusados de crimen organizado, extorsión, narcóticos, apuestas y asesinato. Las acusaciones incluían al subjefe Bianco, al consigliere Joseph Russo y a los lugartenientes Biagio DiGiacomo, Vincent Ferrara, Matthew Guglielmetti, Joseph A. Tiberi Sr, Dennis Lepore, Gaetano J. Milano, Jack Johns, John "Sonny" Castagna, Louis Fallia, Frank y Louis Pugliono, Frank Colontoni y Robert Carrozza. Las detenciones fueron descritas como "el ataque más arrollador jamás lanzado contra una sola familia del crimen organizado." Una de las pruebas más perjudiciales fue una grabación de una ceremonia de iniciación a la Mafia, en la que estaban presentes trece mafiosos. Debido a este bochorno, Patriarca fue sustituido como jefe por Bianco, que mantuvo un perfil muy bajo. Sin embargo, Bianco fue condenado a once años de prisión en 1991, mientras que otros ocho miembros de la familia fueron declarados culpables de cargos relacionados con la Ley de Organizaciones Corruptas e Influenciadas por el Crimen Organizado (RICO). Bianco murió en prisión en 1994.
El 6 de enero de 1992, todos los acusados en el juicio RICO se declararon culpables y recibieron largas condenas y cuantiosas multas. Patriarca, Jr. fue condenado a ocho años de prisión en junio de 1992 tras declararse culpable de los cargos de crimen organizado. En 1993, otras 26 personas fueron acusadas y condenadas por dirigir una operación de apuestas.

### Guerra interna
Frank Salemme tomó el control de la familia tras el juicio RICO de Patriarca Jr. que trasladó la base de poder de la familia a Boston. El ascenso de Salemme a la jefatura desató tensiones entre las facciones de la familia.
El 31 de marzo de 1994, los soldados patriarcas Ronald Coppola y Pete Scarpellini fueron asesinados en un club social de Cranston, Rhode Island, por otro soldado patriarca, Nino Cucinotta, durante una partida de cartas. Ronald Coppola y Pete Scarpellini fueron asesinados a tiros en un club social en Cranston, Rhode Island, por otro soldado Patriarca, Nino Cucinotta, durante una partida de cartas. El 20 de octubre de 1994, Joe Souza fue tiroteado en el interior de una cabina telefónica de East Boston, muriendo a causa de sus heridas en el hospital el 31 de octubre. El 11 de diciembre de 1994, Paul Strazzulla, traficante de drogas de 25 años y leal a Salemme, fue asesinado a tiros y su cuerpo fue recuperado en el interior de su coche incendiado en Revere, Massachusetts.
En enero de 1995, Salemme fue acusado junto con Stephen Flemmi y James "Whitey" Bulger de extorsión y chantaje, y Salemme descubrió a través de documentos judiciales que sus estrechos aliados Flemmi y Bulger eran informantes del FBI desde hacía mucho tiempo. El amigo de Bulger, el agente del FBI John Connolly, le permitió dirigir sus operaciones delictivas con impunidad por delatar a la familia Patriarca.
Tras el encarcelamiento de Salemme, una facción de renegados liderada por Robert F. Carrozza, Anthony Ciampi, Stephen Foye y Michael P. Romano, Sr. declaró la guerra a la facción de Salemme. El 3 de abril de 1996, Richard "Vinnie el Cerdo" DeVincent, de 63 años, fue asesinado a tiros en Medford, Massachusetts, tras negarse a pagar el impuesto callejero de los leales a Salemme. En abril de 1997, el FBI acusó a quince miembros de la facción renegada, entre ellos Carrozza, Ciampi, Romano y otros. El testimonio del gran jurado que dio lugar a las acusaciones estuvo dominado por Sean Thomas Cote, que fue el primero de los cuatro acusados en convertirse en testigo del gobierno. Al final, el jurado absolvió a los acusados de la mayoría de los cargos, pero no llegó a un acuerdo sobre los cargos de asesinato y crimen organizado. Tras la acusación de Salemme, el miembro de la familia Providence Luigi "Baby Shacks" Manocchio tomó el control de la familia.
Varios de los acusados cambiaron sus declaraciones a culpables durante un segundo juicio, incluidos Ciampi y Eugene Rida. Salemme se declaró culpable de los cargos de crimen organizado el 9 de diciembre de 1999, y fue condenado a once años de prisión el 23 de febrero de 2000. A principios de 2001, Salemme accedió a testificar contra Flemmi y Bulger.

### Fin de siglo
Se estima que la familia de Nueva Inglaterra cuenta con unos sesenta miembros hechos activos en la zona de Nueva Inglaterra, especialmente en las ciudades de Boston y Providence. En los últimos años, la familia ha sido objeto de varias acusaciones RICO, y dos Caporegimes (Mark Rossetti y Robert DeLuca) se han convertido en informantes del Gobierno. Se dice que la estructura de poder volvió a Boston a principios de 2010.
Peter "Chief Crazy Horse" Limone asumió el cargo de jefe de la familia en 2009. Limone fue detenido ese año y acusado de asociación ilícita; se le impuso una sentencia suspendida el 1 de julio de 2010.
El capo retirado Luigi "Baby Shacks" Manocchio fue detenido en Fort Lauderdale, Florida, el 19 de enero de 2011, y fue acusado de extorsión y conspiración. Manocchio había dimitido como jefe en 2009, después de que el FBI comenzara a investigar dos clubes de striptease a finales de 2008. En febrero de 2012, Manocchio aceptó declararse culpable y fue condenado a 5½ años de prisión por extorsión el 11 de mayo de 2012.
El 17 de diciembre de 2011, el consigliere de la familia Anthony "Ponytail Tony" Parrillo fue detenido tras un altercado físico en su establecimiento de Providence, el Club 295, y posteriormente fue acusado de dos delitos de agresión. Parrello hizo que sus porteros atacaran al cliente Jack Fernandes después de confundirlo con otro hombre que había participado en actos sexuales en el baño del club y luego apuñaló a un guardia de seguridad cuando se enfrentó a él por ello: Fernandes utilizaba la misma cabina de baño que el agresor. La agresión comenzó en el baño y continuó en el callejón trasero del club, donde la mujer de Fernandes, Sumiya Majeed, también resultó herida. Fernandes sufrió fractura de nariz, costillas rotas y la cuenca del ojo destrozada. Parrillo fue condenado a cumplir cinco años de una pena de 15 años de prisión el 11 de abril de 2016, pero apeló su condena ante el Tribunal Supremo de Rhode Island. Fue puesto en libertad bajo fianza a la espera de la apelación, pero su moción fue denegada y comenzó su condena el 5 de agosto de 2020.
A finales de 2009, Anthony DiNunzio se convirtió en el jefe en funciones tras la detención de Limone. DiNunzio opera desde el North End de Boston y es el hermano menor de Carmen DiNunzio. En 2010, DiNunzio extorsionó a clubes de striptease de Rhode Island con miembros de la familia criminal Gambino. El 25 de abril de 2012, DiNunzio fue detenido y acusado de crimen organizado y extorsión. El 13 de septiembre de 2012, DiNunzio se declaró culpable de estafar a clubes de striptease de Rhode Island, y fue condenado a seis años el 14 de noviembre de 2012.
El 2 de octubre de 2014, el jefe en funciones Antonio L. "Spucky" Spagnolo, de 72 años, y el reputado made man Pryce "Stretch" Quintina, de 74, fueron detenidos por presuntamente extorsionar con miles de dólares en pagos de protección a una empresa de máquinas de video póquer, que instalaba máquinas para el juego ilegal en bares y clubes sociales. Spagnolo asumió el cargo de jefe en funciones después de que DiNunzio fuera detenido en 2012. Tanto Spagnolo como Quintina son presuntos antiguos miembros de la facción bostoniana de la familia criminal Patriarca.
El subjefe de la familia, Carmen "El Quesero" DiNunzio, salió de prisión el 17 de febrero de 2015 tras cumplir cinco años y medio de condena por cargos de soborno. Tras su liberación, se pensó que renovaría su posición dentro de la familia y volvería a reunirse con su antigua banda del North End. DiNunzio supuestamente indujo a su sobrino, Louis "Baby Cheese" DiNunzio y otros dos miembros de su tripulación, Johnny Scarpelli y Salvatore "Tea Party Tore" Marino en la familia durante una ceremonia celebrada en el sótano de un restaurante de North End y a la que asistieron el jefe Peter Limone, el jefe en funciones Anthony "Spucky" Spagnolo y el capo de Providence Matthew "Good-Looking Matty" Guglielmetti. En ese mismo evento, DiNunzio ascendió a su guardaespaldas Gregory "Fat Boy" Costa a capo de la banda del North End.
El jefe de la familia Peter Limone murió de cáncer el 19 de junio de 2017. Le sucedió su jefe en funciones Carmen DiNunzio, que es el actual líder de la familia. DiNunzio dirigía una administración formada por el subjefe Matthew "Good-Looking Matty" Guglielmetti y el consigliere Joseph "Joe the Bishop" Achille, ambos miembros de la facción Providence. Achille falleció el 7 de agosto de 2018. Desde al menos 2020, Guglielmetti cedió el puesto de subjefe a Edward "Eddie" Lato debido a problemas de salud y recuperó el rango de capo.
El 18 de julio de 2022, el ex boxeador y actor Dino Guilmette fue detenido por tráfico de drogas en Cranston, Rhode Island. Había sido objeto de una investigación de dos años por parte de la Policía Estatal de Rhode Island sobre la venta de cocaína y lorazepam, en la que al parecer participó en septiembre y noviembre de 2021. Según una declaración jurada de la Policía Estatal, Guilmette tiene vínculos con la mafia de Nueva Inglaterra y traficaba con estupefacientes bajo la autorización del capo de Providence Matthew Guglielmetti. Varias pruebas del caso se tomaron de los registros de vigilancia del Toscan Social Club, un lugar de reunión del crimen organizado del que Guilmette era vicepresidente.
El 27 de octubre de 2022, el jefe adjunto senior de personal de la Casa del Estado de Rhode Island John Conti renunció a su cargo en medio de acusaciones de que era un socio silencioso en un negocio de cultivo de marihuana con el socio de la familia Patriarca Raymond "Scarface" Jenkins. Una investigación de la Policía Estatal reveló que ambos compartían intereses en la operación de cultivo de marihuana Organic Bees, que comenzó en 2017 y cerró en 2022 porque Conti y Jenkins no quisieron revelar su participación en el negocio. Conti y Jenkins también fueron vigilados en las grabaciones de las cámaras de diciembre de 2020 reuniéndose justo fuera de la Casa del Estado y conversando durante aproximadamente 20 minutos. El exjefe de gabinete también fue mencionado reuniéndose con varios otros mafiosos Patriarca de alto rango, incluyendo una fiesta de Navidad de 2020 en un restaurante de Providence a la que asistieron Conti, el capo Matthew Guglielmetti y el subjefe Edward "Eddie" Lato. El abogado de Conti, Jimmy Burchfield Jr. declaró a WPRI "El Sr. Conti no tenía ningún papel en la organización empresarial, Organic Bees [...] El Sr. Conti ha sido empleado por la Cámara de Representantes honorablemente, sirviendo bajo cuatro oradores desde que fue contratado por primera vez en diciembre de 2006."
En diciembre de 2022, el exjefe Frank Salemme, que más tarde se convirtió en un informante del gobierno, murió en una prisión federal.

## Liderazgo Histórico

### Jefe (oficial y en funciones)
1Excluyendo a Frank Morelli
- c. 1910–1916: Gaspare DiCola: asesinado el 21 de septiembre de 1916.[2] Boston
- 1916–1924: Gaspare Messina: renunció, murió en 1957[7] Boston
- 1924–1954: Filippo "Phil" Buccola—unió ambas familias en 1932, renunció, murió en 198[6] Boston
- 1954–1984: Raymond L. S. Patriarca, Sr.—apresado en 1970, murió el 11 de julio de 1984[1] Providence
  - 1968–1973: Gennaro "Jerry" Angiulo—renunció Boston
- 1984–1991: Raymond "Junior" Patriarca, Jr.—renunció en 1991[1][4] Providence
  - de facto 1990–1991: Nicholas "Nicky" Bianco—se convirtió en jefe oficial Providence
- 1991: Nicholas "Nicky" Bianco—apresado el 28 de diciembre de 1991 y murió el 14 de diciembre de 1994[1] Providence
- 1991–1996: Frank "Cadillac Frank" Salemme—encarcelado en 1995,[1] se convirtió en testigo del gobierno[24] murió en diciembre del 2022[17] Boston
  - En funciones 1995–1996: John "Action Jack" Salemme—hermano de Frank Salemme; encarcelado Boston
- 1996–2009: Luigi "Baby Shacks" Manocchio—renunció, apresado[11] Providence
- 2009–2016: Peter "Chief Crazy Horse" Limone[11]—murió el 19 de junio del 2017[54] Boston
  - En funciones 2009–2012: Anthony L. DiNunzio—arrestado el 25 de abril del 2012[42][44] Boston
  - En funciones 2012–2015: Anthony "Spucky" Spagnolo—arrestado el 2 de octubre del 2014[47] Boston
  - En funciones 2015–2016: Carmen "The Big Cheese" Dinunzio Boston
- 2016–present: Carmen "The Big Cheese" Dinunzio Boston

Notas
1Frank Morelli fue el primer jefe de la familia criminal de Providence de 1917 hasta 1932 cuando renunció, convirtiéndose en subjefe de Buccola

### Subjefe (oficial y en funciones)
- c. 1920–1932: Joseph "J.L." Lombardo[6]— se hizo consigliere Boston
- 1932–1947: Frank "Butsey" Morelli—se retiró Providence
- 1947–1954: Raymond L. S. Patriarca, Sr.—promovido a jefe Providence
- 1954–1968: Enrico "Henry the Referee" Tameleo— apresado en cadena perpetua en 1968, murió en 1985 Boston
- 1968–1983: Gennaro "Jerry" Angiulo[4]— apresado en 1983, murió en 2009 Boston
- 1984–1985: Francesco "Paul" Intiso—murió[4]
- 1985–1989: William "The Wild Guy" Grasso—asesinado[4]
- 1989–1991: Nicholas "Nicky" Bianco—promovido a jefe Providence
- 1991: Frank "Cadillac Frank" Salemme—promovido a jefe[11] Boston
- 1991–1996: Robert DeLuca—apresado Providence
  - En funciones 1996: Luigi "Baby Shacks" Manocchio—promovido a jefe Providence
- 1996–2004: Alexander Santoro "Sonny Boy" Rizzo—apresado en 1995–1998[71] Boston
- 2004–2015: Carmen S. "The Cheese Man" DiNunzio Boston— promovido a jefe en funciones
  - En funciones 2008–2009: Peter "Chief Crazy Horse" Limone—promovido a jefe[11] Boston
  - En funciones 2009–2011: Robert "Bobby The Cigar" DeLuca—se convirtió en testigo del gobierno Providence
- 2015–2020: Matthew "Good-Looking Matty" Guglielmetti[58][59]—renunció[63][66][68][62] Providence
- 2020–present: Edward "Eddie" Lato[62][63] Providence

### Consigliere
- 1932–1954: Joseph "J.L." Lombardo—se retiró, murió el 17 de julio de 1969[10] Boston
- 1954–1976: Frank "The Cheeseman" Cucchiara—se sucidió el 23 de enero de 1976 Boston
- 1976–1984: Vittore Nicolo "Nicky" Angiulo—removido, murió en 1987 Boston
- 1984–1987: Ilario "Larry Baione" Zannino[4]—apresado en 1985, murió en 1996 Boston
- 1987–1992: Joseph "J.R." Russo[4]—apresado en 1990, murió en 1998 Boston
- 1992–1998: Charles "Cue Ball" Quintana —apresado en 1998 Boston
- 1998–2002: Rocco "Shaky" Argenti—murió Providence
- 2003–2009: Peter "Chief Crazy Horse" Limone—promovido a jefe[11][34] Boston
- 2009–2015: Anthony "Ponytail Tony" Parrillo—apresado Providence[40]
- 2016–2018: Joseph "Joe the Bishop" Achille—murió[72][60][61] Providence